# Сеньоль, Клод
Клод Сеньо́ль (25 июня 1917 — 13 июля 2018) — французский писатель-фантаст и фольклорист.

## Биография

### Изучение фольклора
Клод Сеньоль родился 25 июня 1917 года в Перигё (Франция). С детства он проявлял интерес к старинным легендам, преимущественно мрачным и связанным с происками Дьявола. Обучался в лицее Лаканаль, но был отчислен оттуда за частые пропуски занятий.
Заинтересовавшись минералогией, вступил во Французское доисторическое общество, занимавшееся вопросами археологии, геологии и фольклора, где познакомился с известным исследователем народного творчества Арнольдом Ван Геннепом. Эта встреча определила дальнейшее направление его исследований: с минералогии Сеньоль переключился на изучение фольклора.
Увлёкшись изучением французских народных поверий и легенд, вместе с братом Жаком Сеньолем составил и выпустил книгу «Фольклор Юрепуа» (1937). Впоследствии опубликовал многочисленные исследования народной культуры и творчества отдельных авторов.
Имя Клода Сеньоля носит премия, которой удостаиваются исследователи французского фольклора за существенный вклад в изучение народного творчества.

### Участие воВторой мировой войне
Клод Сеньоль принимал участие во Второй мировой войне в качестве артиллериста, был взят в плен и отправлен в Германию, однако вскоре освобождён. Этот период своей жизни он впоследствии описал в мемуарах «Нагой человек».

### Писательская деятельность
Свой первый роман «Круг чародеев» Клод Сеньоль опубликовал в 1945 году. Впоследствии он выпустил также четыре романа, несколько сборников рассказов и эссе. Большинство его работ относятся к жанру литературы мистического ужаса и основаны на французских легендах. Своеобразие произведений автора во многом обусловлено именно обращением к фольклорным мотивам. На творчество Сеньоля также оказали влияние знакомство и дружба с поэтом Блезом Сандраром, исследователем оккультизма Сержем Ютеном и фламандским писателем-фантастом Жаном Рэем.
В произведениях, навеянных фольклорными мотивами, Сеньоль использует собственные наблюдения (например, чрезвычайно опасный метод исцеления, при котором кузнец-знахарь кладёт ребёнка на наковальню, «с диким криком» заносит над ним свой молот и останавливает смертельный удар, едва орудие коснётся детского тельца, описанный в рассказе «Дьявол в сабо» и в 509-й главе «Евангелий от Дьявола», автор, по его словам, лично наблюдал в Дордони в 1929-м), и рассказы старожилов французской глубинки (обряд «братания» годовалого ребёнка с волчонком, после которого подросшая девочка обретает власть над свирепыми хищниками («Мари-волчица» и 322-я глава «Евангелий»), записан в 1944 году со слов непосредственной участницы этого действа, в ту пору уже 80-летней старухи).
Об истоках своего творчества Сеньоль рассказывает так:

«С самого раннего детства я наслушался волшебных и иных историй от своей бабушки: она рассказывала их, не только чтобы утихомирить разбушевавшихся внуков, но и подчиняясь неутолимой потребности словотворчества, без которой народные сказки вообще не дошли бы до нас. К сожалению, многое из того, что я слышал тогда, изгладилось из моей памяти. Рискнув во что бы то ни стало восстановить эти воспоминания, я наверняка начал бы фантазировать. Во мне сохранилось лишь впечатление невыразимого страха, заставлявшего сжиматься сердце. Зато я еще ребенком понял, что каждое произносимое слово должно вызывать либо дрожь, либо улыбку.— Сеньоль К. Народные сказки Гиени

### Романы
- Круг чародеев (Le Rond de sorciers) (1945)
- Мария-волчица (Marie la louve) (1949)
- Неправомочная (Malvenue) (1952)
- Туман больше не рассеется (La brume ne se lèvera plus) (1959)
- Дьявол в сабо (Le Diable en sabots) (1959)

### Эссе и работы по фольклористике
- Фольклор Юрепуа (Le folklore du Hurepoix) (1937)
- В Солони. Нравы и обычаи (En Sologne. Moeurs et coutumes) (1945)
- Народные сказки Гиени (Contes populaires de Guyenne) (1946)
- Дьявол в народной традиции (Le Diable dans la tradition populaire) (1959)
- Фольклор Лангедока (Le folklore de Languedoc) (1960)
- Фольклор Прованса (Le folklore de la Provence) (1964)
- Евангелия от Дьявола (Les Evangiles du Diable) (1964)
- Приглашение в странный замок (Invitation au château de l'étrange) (1969)
- Зелёные волки (Les Loups verts) (1970)
- Фантастические сказки Бретани (Les contes fantastiques de la Bretagne) (1995)
- Сказки, рассказы и легенды областей Франции (Contes, récits et légendes des pays de France) (дополненное переиздание сказок в четырёх томах, 1997)

### Основные сборники рассказов
- Ворон всех цветов радуги (Un corbeau de toutes couleurs) (1962)
- Зловещие истории (Histoires maléfiques) (1965)
- Мрачные рассказы (Contes macabres) (1966)
- Лошади ночи и другие жестокие рассказы (Les Chevaux de la nuit et autres récits cruels) (1967)
- Ядовитые истории (Histoires vénéneuses) (1969)
- Сказки Солони (Contes de Sologne) (1969)
- Истории и легенды о дьяволе (Histoires et légendes du diable) (1974)
- Колдовские сказки (Contes sorciers) (1974)
- Странные истории (Histoires étranges) (1979)
- Проклятия (Les Malédictions) (1984)
- Круги страха (Les Cercles de la peur) (1985)

### Переводы на русский
- Сеньоль К. Матагот / Клод Сеньоль; Пер. с франц. — М.: Энигма, 1997. — 448 с. — (Мандрагора). — 5000 экз. — ISBN 5-85747-028-5.
- Сеньоль К. Сказания о дьяволе. Т. 1 = Les Evangiles du Diable / Клод Сеньоль; Пер. с франц. — М.: Энигма, 2002. — 608 с. — 4000 экз. — ISBN 5-94698-011-4.